# Софора желтоватая
Софо́ра желтова́тая, или Софора желте́ющая, или Софора узколи́стная (лат. Sophóra flavéscens) — травянистое растение, вид рода Софора (Sophora) семейства Бобовые (Fabaceae).

## Ботаническое описание
Многолетнее травянистое растение высотой 0,5—0,7 м с многочисленными прямостоячими ветвистыми стеблями, густо покрытыми желтоватыми волосками. Корни имеют неприятный запах и горький вкус.
Листья непарноперистые, с 50 парами листочков. Листочки продолговато-яйцевидные или овальные, 30—50 мм длиной и 10—20 мм шириной; у верхних листьев они более мелкие, снизу волосистые, сизоватые, сверху — зелёные, сидят на коротких черешочках.
Цветки бледно-жёлтые, в густой верхушечной кисти. Чашечка мелковолосистая, ширококолокольчатая, с очень короткими широкотреугольными зубчиками. Венчик до 15 мм длиной. Цветёт в июле.
Бобы 50—70 мм длиной, тёмно-коричневые, мелковолосистые, почти четырёхгранные, с перетяжками между участками, заключающими семена, с плодоножкой до 10 мм длиной. Семена широкоовальные, около 4 мм длиной и 3 мм шириной; созревают с конца августа.

## Распространение и экология
Распространена в Забайкалье в Даурии, в Китае и Монголии, возможно, в юго-восточном Алтае.
Горные склоны между кустарниками и в долинах рек и озер (в особенности на песчаных почвах), иногда как сорное в посевах.

## Химический состав
Корни и корневища содержат 1—2 % алкалоидов (алломатрин, анагирин, баптифолин, 7,8-дегидрософорамин, изоматрин, матрин, матрин-N-оксид, N-(2-гидроксиэтил)цитизин, оксиматрин, софокарпин-N-оксид, софоранол-N-оксид, софокарпин, софорамин, софоранол), тритерпеновые сапонины (соясапонин I), флавоноиды (софорафлавозиды I, II, III, IV, биозанин А, изокураринол, изоангидроикаритин, изоксантогумол, ксантогумол, кураридин, кураридинол, кураринол, кураринон, кушенин, кушенолы А, В, С, D, I, K, L, M; (-)-маакианин, неокураринол, норангидроикаритин, норкураринол, норкураринон, формононетин). По требованиям Фармакопеи КНР (2000) содержание матрина (C15H24N2O) в сухих корнях софоры желтеющей должно быть не менее 0,08 %.
В траве содержатся алкалоиды софокарпин, оксиматрин, в листьях — витамин C, в цветках — 0,12 % эфирного масла.
Содержит ядовитые соединения. Может быть использовано для получения инсектицидов.
В фазе цветения в абсолютно сухом состоянии содержит 8,0 % золы, 27,0 % протеина, 2,3 % жира, 25,1 % клетчатки, 37,6 % БЭВ.

## Использование в медицине
В китайской народной медицине корень софоры желтоватой применяется как средство, улучшающее аппетит и мочегонное, семена как глистогонное (против аскарид), а также назначается при дизентерии и кровотечениях из кишечника. Внутрь принимается в виде отвара. Наружно при некоторых поражениях кожи и волосистой части головы в виде мази.
В тибетской медицине корни включают в сложные прописи, назначаются при острых и хронических инфекциях.
В народной медицине Восточной Сибири водный настой применяется как средство, возбуждающее аппетит и как мочегонное. Порошок корня употребляют при дизентерии и некоторых других заболеваниях пищеварительного тракта. В Забайкалье, кроме того, корни применяются при лечении нервных заболеваний, туберкулёза лёгких, бронхитов и малярии, настойка корня — для растираний при ревматизме и виде примочек при экземе.

## Таксономия
- Sophora flavescens Ait. [= Sophora flavescens subsp. flavescens]
- Sophora flavescens subsp. angustifolia (Siebold et Zucc.) Yakovlev [= Sophora flavescens var. angustifolia Kitag.][3][4])